# リリーのすべて
『リリーのすべて』（原題: The Danish Girl）は、2015年にイギリス、ドイツで製作された伝記映画である。監督はトム・フーパー、主演はエディ・レッドメインが務める。
原作は世界初の性別適合手術を受けた人物・リリー・エルベを題材とした、デヴィッド・エバーショフによる小説『The Danish Girl』（2000年刊行、邦題: 『世界で初めて女性に変身した男と、その妻の愛の物語』、本作の公開に合わせて『リリーのすべて』のタイトルで再出版）である。
なお、本作は史実からは脚色されており、エルベが女性として暮らすようになった時期や結末等は実際とは異なる。

## あらすじ
1926年のデンマークの首都コペンハーゲン。肖像画家のゲルダ・ヴェイナーは、風景画家の夫・アイナーと暮らしていた。ゲルダの画家としての名声はアイナーに及ばなかった。ある日、ゲルダが制作中の絵（女性ダンサー）のモデルが来られなくなり、アイナーに脚部のモデルを頼む。それを見たゲルダは、冗談でアイナーを女装させ、「リリー」という名の女性として知人のパーティーに連れて行ったが、リリーが男性と親しげにする姿に当惑する。しかしその後もアイナーはリリーとして男性と密会を続けていた。ゲルダはリリーをモデルとした絵を描き、画商から評価を受ける。アイナーに対して、ゲルダは自分の前では男でいることを望むが、アイナーは「努力してみる」としか答えず、パーティーの出来事が女装のきっかけではないと打ち明ける。やがて、アイナーはリリーとして過ごす時間が増え、絵を描くこともやめてしまう。ゲルダはアイナーを医者に診せるが、そこでは精神疾患という扱いしか受けなかった。
ゲルダの絵に対する引き合いを機に夫妻はパリに移った。パリにはアイナーの幼馴染みの画商・ハンスがおり、ゲルダはアイナーの真実を打ち明ける。話を聞いたハンスはゲルダの力になるべく、アイナーに数人の医師を紹介するが、やはり精神疾患という診断しか下されなかった。しかし、「それは病気ではない。アイナーの言うことは正しい」という医師が現れる。この医師はアイナーに先例のない性別適合手術の存在を告げ、アイナーは手術を受けることを決断する。

## キャスト
※括弧内は日本語吹替
- アイナー・ヴェイナー / リリー・エルベ - エディ・レッドメイン（福田賢二）
- ゲルダ・ヴェイナー - アリシア・ヴィキャンデル（うえだ星子）
- ハンス・アクスギル - マティアス・スーナールツ（津田健次郎）
- ヘンリク・サンダール - ベン・ウィショー（鈴木正和）
- ウラ - アンバー・ハード（白川万紗子）
- ヴァルネクロス（英語版） - セバスチャン・コッホ
- エルサ - エメラルド・フェネル
- ラスムッセン - エイドリアン・シラー（英語版）

## 製作

### 構想
公開の約10年前にニコール・キッドマンが、アイナー／リリーを描いた原作に惚れ込み、映画化を希望した。同時に自らプロデューサーとしても名乗りを上げた。当時、配給会社も決まって、脚本も完成していたが、実現には至らなかった。
その後2009年9月、トーマス・アルフレッドソンがジョン・ル・カレの小説『ティンカー、テイラー、ソルジャー、スパイ』の映画化に取り掛かる前に、デヴィッド・エバーショフの小説『世界で初めて女性に変身した男と、その妻の愛の物語』の映画化に取り組みたいと述べた。同年12月、アルフレッドソンが本作の製作から離れたと報じられた。これに関してアルフレッドソンは「制作費の目途が立つ前に、映画化の計画を公にしてしまったことを後悔している。」「まだ映画化に対する意欲はある」と述べた。2010年1月12日、アルフレッドソンの後任として、ラッセ・ハルストレムが雇われた。
同年6月11日、本作の一部をドイツで撮影するにあたって、ドイツの映画協会が本作に120万ユーロの助成金を出すと報じられたが、結局撮影には至らなかった。
やがて2014年、トム・フーパーを監督に据え、再度映画化が決定した。しかしキャストに、ニコール・キッドマンの名はなかった。

## キャスティング
ゲルダ・ヴェイナーを演じる女優の選考は難航した。シャーリーズ・セロン、グウィネス・パルトロー，ユマ・サーマン、マリオン・コティヤールに契約を打診したが、確定には至らなかった。
2011年2月、レイチェル・ワイズがゲルダを演じることが決まり、同年7月から撮影が始まるとの報道があった。しかし、5月にはワイズとハルストレム監督の降板が報じられた。
2014年4月28日、トム・フーパーがエディ・レッドメインを主演に迎えて本作のメガホンをとるとの報道があった。同年6月19日、アリシア・ヴィキャンデルがゲルダ役に決まったと報じられた。

### 撮影
当初、本作の撮影は2010年春からベルリンで行われる予定だったが、キャスティングが難航したために延期を余儀なくされた。2015年2月にようやく撮影が始まった。撮影はデンマークのニューハウンでも行われた。2015年4月12日、すべての撮影が終了した。

## マーケティング
2015年2月26日、リリー・エルベを演じるレッドメインの画像が公開された。8月にはレッドメインとヴィキャンデルが写った2枚のポスターが公開された。9月1日には、本作の最初の予告編が公開された。

## 公開
2015年3月4日、アメリカでの配給権を持つフォーカス・フィーチャーズは同年11月27日にアメリカでの限定公開を始めると発表した。
同年9月5日、本作は第72回ヴェネツィア国際映画祭で初めて上映された。また、同月12日には、第40回トロント国際映画祭のスペシャル・プレゼンテーションでも上映された。
この映画の完成は、当初企画に携わっていたニコール・キッドマンにとっても悲願であった。キッドマンが原作に惚れ込んでから、10年以上の時間が経過し、キャストも変わっていたが、映画の完成をとても喜んだといわれている。
本作でトランスジェンダー女性の実在した人物リリー・エルベを演じたエディ・レッドメインについて、シスジェンダー男性であるエディ・レッドメインがトランスジェンダー女性を演じたことに一部で批判が集まり、2021年11月に「いまだったら、あの役を引き受けることはしないでしょう。私はあの映画を、誠心誠意を尽くして作りましたが、間違いだったと感じています」とレッドメインもコメントを出したが、本作が製作される前年、レッドメインは『博士と彼女のセオリー』でアカデミー主演男優賞を受賞したことで演技派の俳優として高く評価されていることが本作のオファーの要因の多くを占めている背景もあり、本作はその何年も前から映画化の企画が立ち上がっていたが、レッドメインが主演に起用されるまで具体的な動きがなかったため、レッドメインの貢献は大きいという声もある。

## 受賞
| 賞                                       | カテゴリ                 | 対象者                       | 受賞結果   |
| ---------------------------------------- | ------------------------ | ---------------------------- | ---------- |
| 第72回ヴェネツィア国際映画祭             | 金獅子賞                 | トム・フーパー               | ノミネート |
| 第72回ヴェネツィア国際映画祭             | クィア獅子賞             | トム・フーパー               | 受賞       |
| 第72回ヴェネツィア国際映画祭             | グリーン・ドロップ賞     | トム・フーパー               | ノミネート |
| 第19回ハリウッド映画賞                   | 監督賞                   | トム・フーパー               | 受賞       |
| 第19回ハリウッド映画賞                   | ブレイクアウト女優賞     | アリシア・ヴィキャンデル     | 受賞       |
| 第19回ハリウッド映画賞                   | 作曲賞                   | アレクサンドル・デスプラ     | 受賞       |
| 第18回英国インディペンデント映画賞       | 主演女優賞               | アリシア・ヴィキャンデル     | ノミネート |
| 第15回ニューヨーク映画批評家オンライン賞 | ブレイクスルー演技賞     | アリシア・ヴィキャンデル     | 受賞       |
| 第19回オンライン映画批評家協会賞         | 助演女優賞               | アリシア・ヴィキャンデル     | ノミネート |
| 第73回ゴールデングローブ賞               | 主演男優賞（ドラマ部門） | エディ・レッドメイン         | ノミネート |
| 第73回ゴールデングローブ賞               | 主演女優賞（ドラマ部門） | アリシア・ヴィキャンデル     | ノミネート |
| 第73回ゴールデングローブ賞               | 作曲賞                   | アレクサンドル・デスプラット | ノミネート |
| 第22回全米映画俳優組合賞                 | 助演女優賞               | アリシア・ヴィキャンデル     | 受賞       |
| 第22回全米映画俳優組合賞                 | 主演男優賞               | エディ・レッドメイン         | ノミネート |
| 第20回サテライト賞                       | 助演女優賞               | アリシア・ヴィキャンデル     | 受賞       |
| 第20回サテライト賞                       | 監督賞                   | トム・フーパー               | ノミネート |
| 第20回サテライト賞                       | 主演男優賞               | エディ・レッドメイン         | ノミネート |
| 第20回サテライト賞                       | 脚色賞                   | ルシンダ・コクソン           | ノミネート |
| 第88回アカデミー賞                       | 助演女優賞               | アリシア・ヴィキャンデル     | 受賞       |
| 第88回アカデミー賞                       | 主演男優賞               | エディ・レッドメイン         | ノミネート |
| 第88回アカデミー賞                       | 衣装デザイン賞           |                              | ノミネート |
| 第88回アカデミー賞                       | 美術賞                   |                              | ノミネート |
| エンパイア賞 2016                        | 女優賞                   | アリシア・ヴィキャンデル     | 受賞       |
| 第27GLAADメディア賞                      | 長編映画（拡大公開）部門 |                              | 未決定     |